# گریگور آرزومانیان
گریگور آغافونی آرزومانیان (ارمنی: Գրիգոր Աղաֆոնի Արզումանյան؛ زادهٔ ۲۲ آوریل ۱۹۱۹ - درگذشته ۲۸ نوامبر ۱۹۷۶) یک سیاستمدار اهل ارمنستان بود که از تاریخ ۲۱ نوامبر ۱۹۷۲ تا تاریخ ۲۸ نوامبر ۱۹۷۶ سمت ریاست شورای کمیساریای خلق (نخست‌وزیری ارمنستان)  را برعهده داشت.

## زندگی‌نامه
در ۲۲ آوریل ۱۹۱۹ در کاوارت، کاپان به دنیا آمد و از دانشگاه پلی‌تکنیک ارمنستان فارغ‌التحصیل شد.  وی در ۲۸ نوامبر ۱۹۷۶ در سن ۵۷ سالگی در ایروان درگذشت و پانتئون کومیتاس به خاک سپرده شد.

## نگارخانه

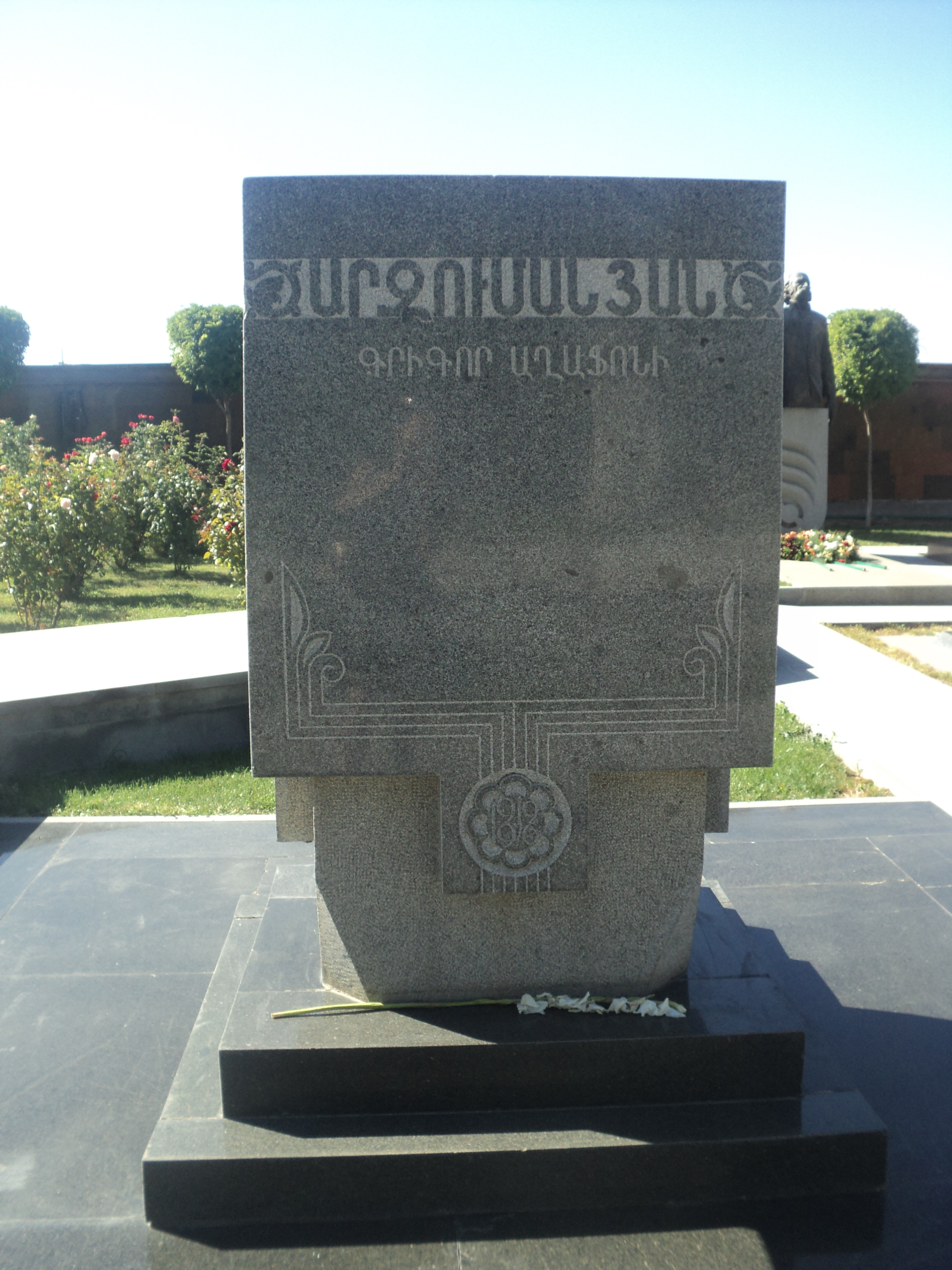